# Egyptisch
Egyptisch is de taal die tussen 2700 voor Christus en 1000 na Christus in het oude Egypte werd gesproken. De taal behoort tot de Afro-Aziatische talenfamilie. Het Egyptisch is na het Soemerisch de oudst bekende geschreven taal. In het westen van Egypte werd het Akkadisch tot ongeveer de 1e eeuw n.Chr. als diplomatieke taal gebruikt.

## Classificatie
De Egyptische taal behoort tot de Afro-Aziatische taalfamilie. Tot de typologische kenmerken van het Egyptisch die typisch Afro-Aziatisch zijn, behoren de fusionele morfologie, de niet-aaneengeschakelde morfologie, een reeks emfatische medeklinkers, een systeem van drie klinkers /a i u/, het nominale vrouwelijke achtervoegsel * -at, nominale m-, bijvoeglijk achtervoegsel * -ī en karakteristieke persoonlijke verbale affixen. Van de andere Afro-Aziatische takken hebben taalkundigen op verschillende manieren gesuggereerd dat de Egyptische taal haar grootste affiniteiten deelt met de Berbertalen en Semitische talen, met name het Hebreeuws. Andere geleerden hebben echter betoogd dat het Oudegyptische nauwere taalkundige banden had met talen van Noordoost-Afrika.
Er zijn twee theorieën die proberen de cognaten tussen het Egyptisch en het Afro-Aziatisch vast te stellen, de traditionele theorie en de neuere Komparatistik, beschreven door de semiticus Otto Rössler. Volgens de neuere Komparatistik, ontwikkelden de Proto-Afroaziatische stemhebbende medeklinkers [*/d z ð/] in het Egyptisch zich tot faryngeaal ⟨ ꜥ ⟩ /ʕ/ : Egyptisch ꜥr.t 'portaal', Semitisch dalt 'deur'. De traditionele theorie betwist in plaats daarvan de klankwaarden die door de neuere Komparatistik aan die medeklinkers worden gegeven, en verbindt de klank ⟨ ꜥ ⟩ met Semitisch /ʕ/ en /ɣ/. Beide scholen zijn het erover eens dat Afro-Aziatisch [*/l/] fuseerde met Egyptisch ⟨ n ⟩, ⟨ r ⟩, ⟨ ꜣ ⟩ en ⟨ j ⟩ in het dialect waarop de schrijftaal was gebaseerd, maar de klank bleef bewaard in andere Egyptische varianten. Ze zijn het er ook over eens dat de oorspronkelijke [*/k g ḳ/] palataliseren tot ⟨ ṯ j ḏ ⟩ in sommige omgevingen en worden bewaard als ⟨k g q⟩ in andere.
De Egyptische taal heeft veel biradicale en misschien monoradicale wortels, in tegenstelling tot de voorkeur voor triradicale wortels in het Semitisch. Het Egyptisch is waarschijnlijk conservatiever, en het Semitisch onderging waarschijnlijk latere regularisaties waarbij wortels werden omgezet in het triradicale patroon.
Hoewel het Egyptisch de oudste Afro-Aziatische taal is die in geschreven vorm is gedocumenteerd, verschilt het morfologische repertoire sterk van dat van de rest van de Afro-Aziatische talen in het algemeen, en de Semitische talen in het bijzonder. Er zijn meerdere mogelijkheden: misschien had het Egyptisch al radicale veranderingen ondergaan ten opzichte van het Proto-Afro-Aziatisch voordat het Egyptisch voor het eerst werd gedocumenteerd; of de Afro-Aziatische familie is tot nu toe bestudeerd met een overdreven "semitocentrische" benadering; of, zoals G. W. Tsereteli suggereert, is Afro-Aziatisch eerder een allogenetische dan een genetische groep talen.

## Geschiedenis
Het Egyptisch is in te delen in 5 talenstadia.

### Oudegyptisch

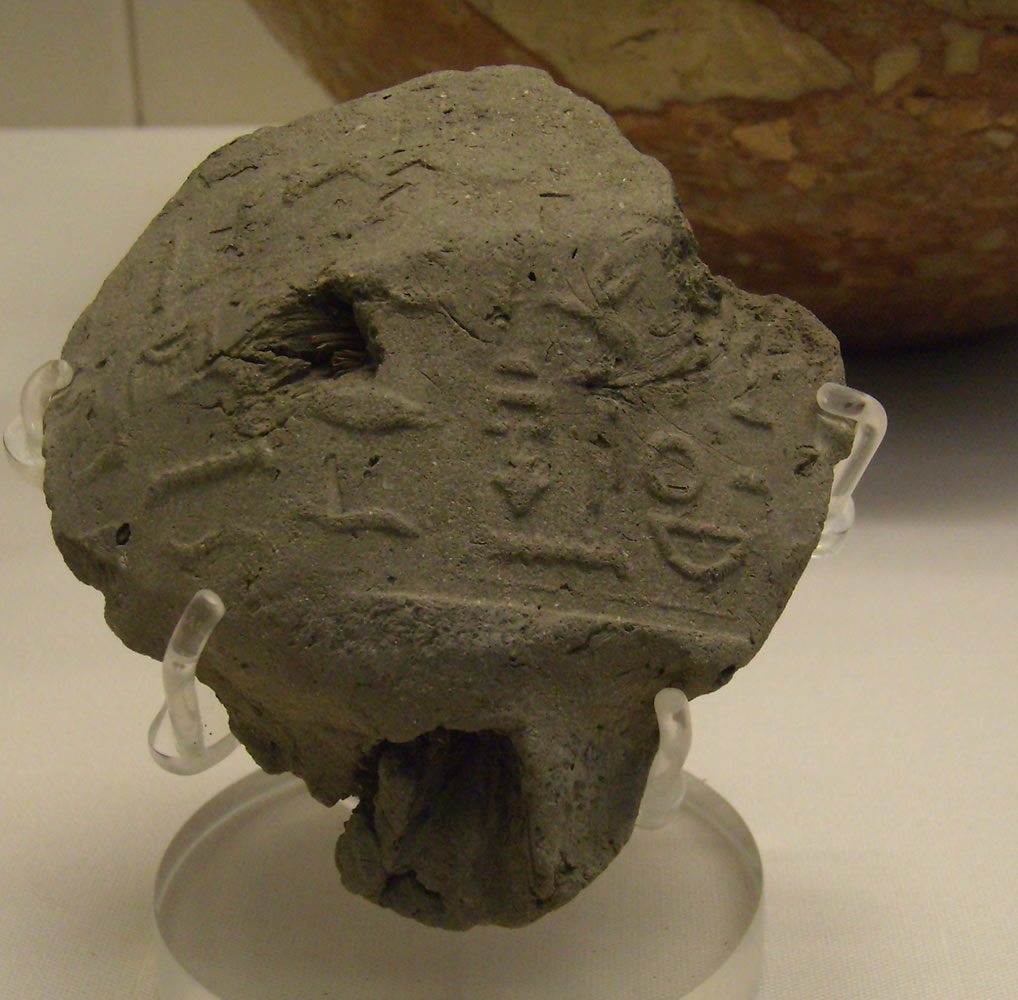
Zegelafdruk van de tombe van Seth-Peribsen, met de oudst bekende volledige zin in het Egyptisch

Het Oudegyptisch is de taal die in het Oude Rijk, van 2700-2200 v.Chr., gesproken werd. Deze taal is de oudste geschreven taal binnen het Egyptisch. De piramideteksten vormen het belangrijkste corpus van het Oudegyptisch, evenals een aantal biografieën.
De oudste vorm van dit schrift was ideografisch. Daarna werd het syllabisch, vervolgens werd het consonantisch. Klinkers werden niet geschreven, en daardoor is de uitspraak van Oudegyptische woorden niet bekend. Het Oudegyptisch wordt onderverdeeld in twee subtaalfasen:
- Archaïsch Egyptisch (tot 2600 v.Chr.)
- Oudegyptisch sensu stricto (2600-2000 v.Chr.)

### Middelegyptisch
Het Middelegyptisch wordt gezien als de klassieke fase van het Egyptisch. De teksten in deze taal, gesproken tussen 2200 en 1800 v.Chr., zijn zeer talrijk. De taal werd gebruikt voor vele religieuze teksten, sarcofaagteksten en literatuur.
Het grootste verschil tussen het Oud- en het Middelegyptisch zit in het taalgebruik.
Na 1800 v.Chr. leefde het Middel-Egyptisch tot aan het Romeinse Rijk door als 'traditioneel Egyptisch'.

### Nieuwegyptisch
Tot aan de regering van Achnaton bleef het Middelegyptisch de schrijftaal, terwijl de gesproken taal zich steeds verder ontwikkelde.
Onder Achnaton werden de nieuwe inscripties in het Nieuwegyptisch, de taal die vooral bekendstond als gesproken taal, geschreven, en verwierf het Nieuwegyptisch de kennis van grote schrijvers, waardoor belangrijke literaire werken in deze taal werden geschreven. Het Nieuwegyptisch werd gebruikt tussen 1580 en 700 v.Chr.

### Demotisch
Vanaf 800 v.Chr. ontstond er opnieuw een kloof tussen de geschreven en de gesproken taal. In de 26e Dynastie ontstond er daaruit een nieuwe taal: het Demotisch, letterlijk ‘volkstaal’. Deze term is bedacht door Herodotos, die hiermee een ‘inheems Egyptische taal’ wilde benadrukken, in plaats van de taal van de Griekse bezetter.
De Demotische taal werd geschreven in het demotische schrift, een nog cursiever schrift dan het hiëratisch.
Ook in het Demotisch zijn erg veel literaire teksten bekend, waaronder de Leer van Anchsheshonq en de Sagen van Petubastis.

### Koptisch

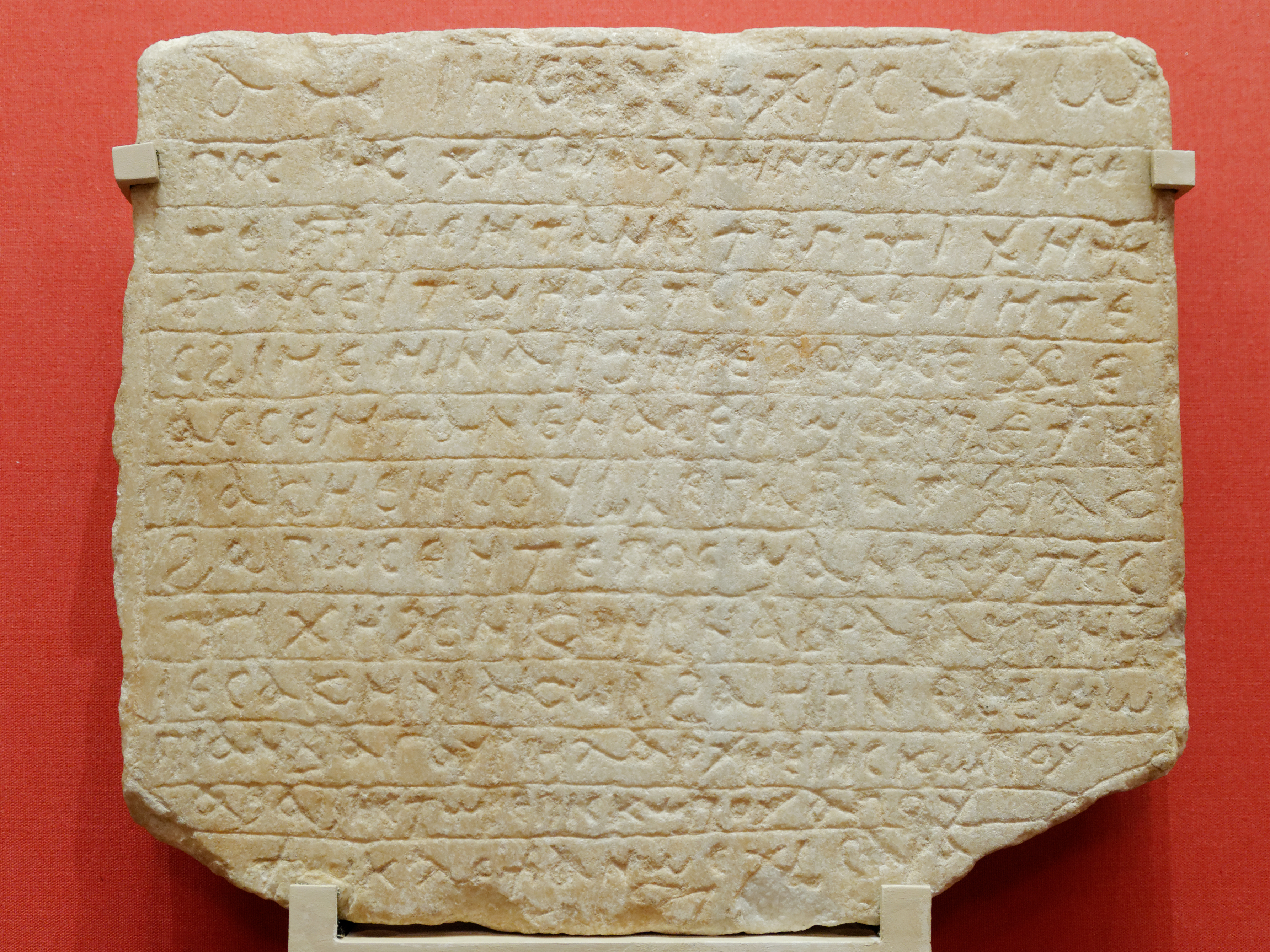
Stele van de 10e eeuw n.Chr. met een inscriptie in het Koptisch, in het Louvre

Het Koptisch is de laatste fase uit de Egyptische taal. Het Koptisch werd ten minste tot in de zeventiende eeuw als spreektaal gebruikt. Tegenwoordig wordt Koptisch enkel nog gebruikt in de liturgie van de Koptische Kerk.

## Schrift

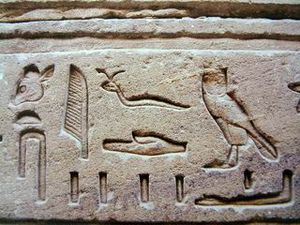
Hiërogliefen, het belangrijkste Egyptische schrift

Alle Egyptische taalfasen, behalve het demotisch en het Koptisch, worden op monumenten opgetekend in hiërogliefen, en op papyrus in hiëratisch, een cursieve vorm van hiërogliefen.
Het hiërogliefenschrift ontstond rond 3000 v.Chr., hoewel de eerste substantiële teksten pas van rond 2500 v.Chr. dateren. Klinkers werden niet geschreven; halfmedeklinkers, zoals de w en de y, wel. Egyptische hiërogliefen kunnen worden onderverdeeld in twee soorten, namelijk logogrammen en fonogrammen. Logogrammen hebben als schriftteken in hun uiterlijke vorm een relatie met het begrip waarnaar zij verwijzen, terwijl fonogrammen louter gebruikt worden om een klankwaarde aan te duiden.

## Fonologie
Hoewel de medeklinkerfonologie van de Egyptische taal kan worden gereconstrueerd, is de exacte fonetiek onbekend en zijn er verschillende meningen over hoe de individuele fonemen moeten worden geclassificeerd. Bovendien, omdat het Egyptisch over een tijdsduur van 2000 jaar is geattesteerd, waarbij de archaïsche en late stadia worden gescheiden door dezelfde hoeveelheid tijd die het Oud Latijn scheidt van het moderne Italiaans, moeten er gedurende dat lange tijdsbestek aanzienlijke fonetische veranderingen hebben plaatsgevonden.
het Egyptisch contrasteerde labiale, alveolaire, palatale, velaire, uvulare, faryngeale en glottale medeklinkers. Het Egyptisch contrasteerde ook stemloze en emfatische medeklinkers, net als in andere Afro-Aziatische talen, maar hoe de emfatische medeklinkers precies tot stand kwamen, is onbekend. Vroeg onderzoek had verondersteld dat de oppositie in plosieven er een was van stemhebbend maken, maar nu wordt aangenomen dat het een van tenuis en emfatische medeklinkers is, zoals in veel Semitische talen, of een van geaspireerde en ejectieve medeklinkers, zoals in veel Koesjitische talen.
Aangezien klinkers pas in het Koptisch werden geschreven, zijn reconstructies van het Egyptische klinkersysteem veel onzekerder en berusten ze voornamelijk op bewijs uit het Koptisch en transcriptie van Egyptische woorden, vooral eigennamen, in andere talen/schrijfsystemen.
De daadwerkelijke uitspraken die op deze manier zijn gereconstrueerd, worden slechts door enkele specialisten in de taal gebruikt. Voor alle andere doeleinden wordt de egyptologische uitspraak gebruikt, maar deze lijkt vaak weinig op wat bekend is over hoe het Egyptisch echt werd uitgesproken.

### Oudegyptisch

#### Medeklinkers
De volgende medeklinkers zijn gereconstrueerd voor Archaïsch (vóór 2600 v.Chr.) en Oudegyptisch (2686–2181 v.Chr.), Met IPA-equivalenten tussen vierkante haken als ze verschillen van het gebruikelijke transcriptieschema:
|             |             | Labiaal | Alveolaar | Postveolair | Palataal | Velaar | Uvulaar   | Faryngaal | Glottaal |
| ----------- | ----------- | ------- | --------- | ----------- | -------- | ------ | --------- | --------- | -------- |
| Nasaal      | Nasaal      | m       | n         |             |          |        |           |           |          |
| Plosief     | stemloos    | p       | t         |             | ṯ [c]    | k      | q*        |           | ʔ        |
| Plosief     | Stemhebbend | b       | d*        |             | ḏ* [ɟ]   | ɡ*     |           |           |          |
| Fricatief   | stemloos    | f       | s         | š [ʃ]       | ẖ [ç]    |        | ḫ [χ]     | ḥ [ħ]     | h        |
| Fricatief   | Stemhebbend |         | z*        |             |          |        |           | ꜥ (ʿ) [ʕ] |          |
| Approximant | Approximant | w       | l         |             | j        |        |           |           |          |
| Vibrant     | Vibrant     |         | r         |             |          |        | ꜣ (ȝ) [ʀ] |           |          |

*Mogelijk stemloze ejectieven.
/l/ heeft geen onafhankelijke vertegenwoordiging in de hieroglyfische orthografie en wordt vaak geschreven alsof er het een /n/ of /r/ is. Dat is waarschijnlijk omdat de standaardtaal gebaseerd is op een dialect waarin /l/ opgegaan was tot andere sonoranten. Ook worden de zeldzame voorvallen waarbij /ʔ/ voorkomt niet vertegenwoordigd in de orthografie. Het foneem /j/ wordt geschreven als ⟨j⟩ in de initiële positie (⟨jt⟩ = [*/ˈjaːtVj/] 'vader') en meteen na een beklemtoonde klinker (⟨bjn⟩ = [*/ˈbaːjin/] 'slecht') en als ⟨jj⟩ in het midden van een woord meteen na een beklemtoonde klinker (⟨ḫꜥjjk⟩ = [*/χaʕˈjak/] 'jij zal verschijnen'), en wordt niet geschreven aan het einde van een woord (⟨jt⟩ = /ˈjaːtVj/ 'vader').

### Middelegyptisch
In het Middelegyptisch (2055–1650 v.Chr.) vinden een aantal medeklinkerverschuivingen plaats. Aan het begin van de periode van het Middenrijk waren /z / en /s / samengevoegd en worden de grafemen ⟨s⟩ en ⟨z⟩ door elkaar gebruikt. Bovendien veranderde /j/ in /ʔ/, aanvankelijk in een onbeklemtoonde lettergreep (⟨jwn⟩ /jaˈwin/ > [*/ʔaˈwin/] "kleur") en na een beklemtoonde klinker (⟨ḥjpw⟩ [*/ˈħujpVw/] > /ˈħeʔp(Vw)/ '[de god] Apis').

### Laategyptisch
In het Laategyptisch (1069–700 v.Chr.) versmelten de fonemen d ḏ g geleidelijk met hun tegenhangers t ṯ k (⟨dbn⟩ [*/ˈdiːban/] > Akkadische transcriptie ti-ba-an 'dbn-gewicht'). Ook worden ṯ ḏ vaak /t d/, maar ze worden in veel lexemen behouden; ꜣ wordt /ʔ / ; en /t r j w/ wordt /ʔ / aan het einde van een beklemtoonde lettergreep en verdwijnt uiteindelijk aan het einde van een woord: ⟨pḏ.t⟩ [*/ˈpiːɟat/] > Akkadische transcriptie - pi-ta 'boog'.

### Demotisch

#### Fonologie
De belangrijkste informatiebron over de Demotische fonologie is het Koptisch. Het medeklinkerinventaris van het Demotisch kan worden gereconstrueerd op basis van bewijs uit de Koptische dialecten. De spelling van het Demotisch is relatief ondoorzichtig. De Demotische "alfabetische" tekens zijn meestal geërfd van het hiëroglifische schrift, en als gevolg van historische geluidsveranderingen komen ze niet altijd netjes overeen met de fonemen van het Demotisch. Het Demotische schrift bevat echter bepaalde orthografische innovaties, zoals het gebruik van het teken h̭ voor de klank /ç/, waardoor het geluiden kan weergeven die niet aanwezig waren in eerdere vormen van het Egyptisch.
De medeklinkers van het Demotisch kunnen worden onderverdeeld in twee hoofdklassen: obstruenten (plosieven, affricaten en fricatieven) en sonoranten (approximanten, nasalen en halfklinkers). Stemhebbendheid is geen contrasterend kenmerk; alle obstruenten zijn stemloos en alle sonoranten zijn stemhebbend. Plosieven kunnen geaspireerd of tenuis (niet-geaspireerd) zijn, hoewel er aanwijzingen zijn dat aspiraten in bepaalde omgevingen zijn samengevoegd met hun tenuis-tegenhangers.
De volgende tabel geeft de medeklinkers van het Demotisch Egyptisch weer. De gereconstrueerde waarde van een foneem wordt gegeven in IPA-transcriptie, gevolgd door een transliteratie van het corresponderende Demotische "alfabetische" teken(s) tussen punthaken ⟨ ⟩.
|             |             | Labiaal    | Alveolaar       | Alveolaar       | Postalv.    | Palataal    | Velaar      | Faryngaal | Glottaal |
| ----------- | ----------- | ---------- | --------------- | --------------- | ----------- | ----------- | ----------- | --------- | -------- |
| Nasaal      | Nasaal      | /m/        | /n/             | /n/             |             |             |             |           |          |
| Obstruent   | aspiraat    | /[p]ʰ/ ⟨p⟩ | /[t]ʰ/ ⟨t ṯ⟩    | /[t]ʰ/ ⟨t ṯ⟩    | /[t͡ʃ]ʰ/ ⟨ṯ⟩ | /[c]ʰ/ ⟨k⟩  | /[k]ʰ/ ⟨k⟩  |           |          |
| Obstruent   | tenuis      |            | /t/ ⟨d ḏ t ṯ ṱ⟩ | /t/ ⟨d ḏ t ṯ ṱ⟩ | /t͡ʃ/ ⟨ḏ ṯ⟩  | /c/ ⟨g k q⟩ | /k/ ⟨q k g⟩ |           |          |
| Obstruent   | Fricatief   | /f/ ⟨f⟩    | /s/ ⟨s⟩         | /s/ ⟨s⟩         | /ʃ/ ⟨š⟩     | /ç/ ⟨h̭ ḫ⟩   | /x/ ⟨ẖ ḫ⟩   | /ħ/ ⟨ḥ⟩   | /h/ ⟨h⟩  |
| Approximant | Approximant | /β/ ⟨b⟩    | /r/ ⟨r⟩         | /l/ ⟨l r⟩       |             | /j/ ⟨y ı͗⟩   | /w/ ⟨w⟩     | /ʕ/ ⟨ꜥ⟩   |          |

| Demotische spelling | Demotisch foneem | Koptische reflexen | Koptische reflexen | Koptische reflexen | Koptische reflexen |
| Demotische spelling | Demotisch foneem | B                  | FMSL               | A                  | P                  |
| ------------------- | ---------------- | ------------------ | ------------------ | ------------------ | ------------------ |
| m                   | */ m /           | / m /              | / m /              | / m /              | / m /              |
| n                   | */ n /           | / n /              | / n /              | / n /              | / n /              |
| p                   | */ p /           | / p /              | / p /              | / p /              | / p /              |
| t, ṯ                | */ t /           | / t /              | / t /              | / t /              | / t /              |
| ṯ                   | */ t͡ʃ ʰ /        | / t͡ʃ ʰ /           | / t͡ʃ /             | / t͡ʃ /             | / t͡ʃ /             |
| k                   | */ c /           | / t͡ʃ ʰ /           | / c /              | / c /              | / c /              |
| k                   | */ k /           | / k ʰ /            | / k /              | / k /              | / k /              |
| p                   | *[ p ]           | / p /              | / p /              | / p /              | / p /              |
| d, ḏ, t, ṯ, ṱ       | */ t /           | / t /              | / t /              | / t /              | / t /              |
| ḏ                   | */ t͡ʃ /          | / t͡ʃ /             | / t͡ʃ /             | / t͡ʃ /             | / t͡ʃ /             |
| g, k, q             | */ c /           | / t͡ʃ /             | / c /              | / c /              | / c /              |
| q, k, g             | */ k /           | / k /              | / k /              | / k /              | / k /              |
| f                   | */ f /           | / f /              | / f /              | / f /              | / f /              |
| s                   | */ s /           | / s /              | / s /              | / s /              | / s /              |
| š                   | */ ʃ /           | / ʃ /              | / ʃ /              | / ʃ /              | / ʃ /              |
| h̭, ḫ                | */ ç /           | / ʃ /              | / ʃ /              | / x /              | / ç /              |
| ẖ, ḫ                | */ x /           | / x /              | / h /              | / x /              | / x /              |
| ḥ                   | */ ħ /           | / h /              | / h /              | / h /              | / h /              |
| h                   | */ h /           | / h /              | / h /              | / h /              | / h /              |
| b                   | */ β /           | / β /              | / β /              | / β /              | / β /              |
| r                   | */ r /           | / l /              | / l /              | / l /              | / l /              |
| l, r                | */ l /           | / l /              | / l /              | / l /              | / l /              |
| y, ı͗                | */ j /           | / j /              | / j /              | / j /              | / j /              |
| w                   | */ w /           | / w /              | / w /              | / w /              | / w /              |
| ꜥ                   | */ ʕ /           | ∅                  | ∅                  | ∅                  | ∅                  |

1. ↑  [p] is een allofoon van /pʰ/ in het Demotisch.
2. ↑  ⲗ~ⲣ in het Fayyumisch

### Koptisch
Meer veranderingen vinden plaats in het 1e millennium voor Christus en de eerste eeuwen na Christus, wat leidt tot het Koptisch, gesproken van de 1e of 3e tot ca. de 19e eeuw na Christus. In het Sahidisch was ẖ ḫ ḥ opgegaan in š (meestal van ḫ) en /h / (meestal ẖ ḥ). Bohairisch en Akhmimisch zijn meer conservatief en bezitten een velaire fricatief /x / (ϧ in het Bohaars, ⳉ in Achmimisch). De faryngeaal *ꜥ was opgegaan in glottaal /ʔ / nadat het de kwaliteit van de omringende klinkers had aangetast. /ʔ / wordt niet orthografisch aangegeven tenzij het volgt op een beklemtoonde klinker; dan wordt deze gemarkeerd door een verdubbeling van de klinkerletter (behalve in het Bohairisch): Akhmimisch /xoʔp/, Sahidisch en Lycopolitisch šoʔp, Bohairisch šoʔp 'zijn' < ḫpr.w * /ˈχapraw/ 'is geworden'. Het foneem /b / werd waarschijnlijk uitgesproken als een fricatief [ β ], die /p/ werd na een beklemtoonde klinker in lettergrepen die eerder gesloten waren in vroegere stadia van het Egyptisch (vergelijk < [*/ˈnaːbaw/] 'goud' en < * /dib/ 'hoorn'). De fonemen /d g z/ komen alleen voor in Griekse leenwoorden, met zeldzame uitzonderingen die worden geactiveerd door een nabijgelegen /n/ : < ꜥ.t nt sbꜣ.w 'school'.
Eerdere kanken *d ḏ g q worden behouden als ejectieve t' c' k' k' voor klinkers in het Coptisch. Alhoewel dezelfde grafemen gebruikt worden voor pulmonische plosieven ⟨ⲧ ϫ ⲕ⟩), kan het bestaan van de eerdere klanken afgeleid worden vanwege het feit dat de plosieven ⟨ⲡ ⲧ ϫ ⲕ⟩ /p t c k/ allofonisch geaspireerd worden [pʰ tʰ cʰ kʰ] voor beklemtoonde klinkers en sonoranten. In het Bohairisch, worden de allofonen geschreven met de speciale grafemen ⟨ⲫ ⲑ ϭ ⲭ⟩, maar andere dialecten markeerden deze aspiratie niet: Sahidisch ⲡⲣⲏ, Bohairisch ⲫⲣⲏ 'de zon'.
Bohairisch markeert dus niet de aspiratie voor reflexen van oudere klanken * d ḏ g q: Sahidisch en Bohairic [*/dib/] 'hoorn'. Ook het bepaald lidwoord ⲡ is ongeaspireerd wanneer het volgende woord begint met een glottisslag: Bohairisch ⲡ + ⲱⲡ > ⲡⲱⲡ 'de rekening'.
Het medeklinkersysteem van het Koptisch is als volgt:
|             |             | Labiaal | Alveolaar | Palataal | Velaar | Glottaal |
| ----------- | ----------- | ------- | --------- | -------- | ------ | -------- |
| Nasaal      | Nasaal      | m       | n         |          |        |          |
| Plosief     | stemloos    | p (pʰ)  | t (tʰ)    | c (cʰ)   | k (kʰ) | ʔ        |
| Plosief     | Ejectief    |         | tʼ        | cʼ       | kʼ     |          |
| Plosief     | Stemhebbend |         | d         |          | ɡ      |          |
| fricatief   | stemloos    | f       | s         | ʃ        | (x)    | h        |
| fricatief   | Stemhebbend | β       | z         |          |        |          |
| Approximant | Approximant | w       | l         | j        |        |          |
| Vibrant     | Vibrant     |         | r         |          |        |          |

* Diverse orthografische voorstellingen; zie hierboven.

### Klinkers
Hieronder volgt het klinkersysteem gereconstrueerd voor vroeger Egyptisch:
|          | Voor   | Achter |
| -------- | ------ | ------ |
| Gesloten | [i iː] | [u uː] |
| Open     | [a aː] | [a aː] |

Klinkers zijn altijd kort in onbeklemtoonde lettergrepen ⟨tpj⟩ = [*/taˈpij/] 'first') en lang in open beklemtoonde lettergrepen (⟨rmṯ⟩ = [*/ˈraːmac/] 'man'), maar ze kunnen kort of lang zijn in gesloten beklemtoonde lettergrepen (⟨jnn⟩ = [*/jaˈnan/] 'we', ⟨ mn ⟩ = [*/maːn/] 'to stay').
In het Late Nieuwe Rijk, na Ramses II, verandert rond 1200 v.Chr. [*/ˈaː/] tot [*/ˈoː/], ⟨ḥrw⟩ '(de god) Horus' */ħaːra/ > */ħoːrə/ (Akkadische transcription: -ḫuru) [*/uː/] verandert daarom in [*/eː/] : ⟨šnj⟩ 'boom' [*/ʃuːn(?)j/] > [*/ʃeːnə/] (Akkadische transcriptie: -sini).
In het Vroege Nieuwe Koninkrijk verandert de korte beklemtoonde [*/ˈi/] in [*/ˈe/] : ⟨ mnj ⟩ " Menes " [*/maˈnij/] > [*/maˈneʔ/] (Akkadische transcriptie: ma-né-e). Later, waarschijnlijk 1000–800 v.Chr., verandert een korte beklemtoonde [*/ˈu/] in [*/ˈe/] : ⟨ ḏꜥn.t ⟩ " Tanis " [*/ˈɟuʕnat/] werd in het Hebreeuws geleend als * ṣuʕn maar zou worden getranscribeerd als ⟨ ṣe-e '-nu / ṣa-a'-nu ⟩ tijdens het Neo-Assyrische rijk.
Onbeklemtoonde klinkers, vooral na een klemtoon, worden [*/ə/] : ⟨ nfr ⟩ 'goed' [*/ˈnaːfir/] > [*/ˈnaːfə/] (Akkadische transcriptie -na-a-pa). [*/iː/] verandert in [*/eː/] naast /ʕ/ en /j/ : ⟨ wꜥw ⟩ 'soldaat' [*/wiːʕiw/] > [*/weːʕə/] (eerdere Akkadische transcriptie: ú-i-ú, later : ú-e-eḫ).
|          | Voor   | Centraal | Achter |
| -------- | ------ | -------- | ------ |
| Gesloten | [iː]   |          |        |
| Midden   | [e eː] | [ə]      | [oː]   |
| Open     | [a]    | [a]      | [a]    |

In het Sahidisch en Bohairisch Koptisch, wordt de Laategyptische beklemtoonde [*/ˈa/] een [*/ˈo/] en [*/ˈe/] wordt /ˈa/, maar blijven ongewijzigd in de andere dialecten: ⟨ sn ⟩ [*/san/] 'broer' > Sahidisch en Bohairisch ⟨son⟩, Akhmimisch, Lycopolitisch en Fayyumisch ⟨ san ⟩ ; ⟨ rn ⟩ 'naam' [*/rin/] > [*/ren/] > Sahidisch en Bohairisch ⟨ ran ⟩, Akhmimisch, Lycopolitisch en Fayyumisch ⟨ren⟩. Sahidisch en Bohairisch behouden echter [*/ˈa/], en Fayyumisch geeft het weer als ⟨ e ⟩ in aanwezigheid van keelklanken: ⟨ ḏbꜥ ⟩ 'tienduizend' [*/ˈbaʕ/] > Sahidisch, Akhmimisch en Lycopolitisch ⟨ tba ⟩, Bohairisch ⟨ tʰba ⟩, Fayyumisch ⟨ tbe ⟩. In het Akhmimisch en Lycopolitisch wordt [*/ˈa/] /ˈo/ vóór etymologisch /ʕ, ʔ/ : ⟨ jtrw ⟩ 'rivier' [*/ˈjatraw/] > [*/jaʔr(ə)/] > Sahidisch ⟨ eioor (e) ⟩, Bohairisch ⟨ ior ⟩, Akhmimisch ⟨ ioore, iôôre ⟩, Fayyumisch ⟨ iaal, iaar ⟩ . Evenzo zijn de tweeklanken [*/ˈaj/], [*/ˈaw/], die normaal reflexen /ˈoj/, /ˈow/ in het Sahidisch hebben en in andere dialecten worden bewaard, zijn in het Bohairisch ⟨ ôi ⟩ (in niet-definitieve positie) en ⟨ ôou ⟩ respectievelijk: "voor mij, voor hen" Sahidic ⟨ eroi, eroou ⟩, Akhmimisch en Lycopolitisch ⟨ arai, arau ⟩, Fayyumisch ⟨ elai, elau ⟩, Bohairisch ⟨eroi, erôou⟩. Sahidisch en Bohairisch behouden [*/ˈe/] voor /ʔ/ (etymologisch of van /t r j/ na lenitie, of tonische lettergreepcoda /w/),: Sahidisch en Bohairisch ⟨ ⟩ /neʔ/ 'naar jou (vrouw.)' < [*/ˈnet/] < [*/ˈnic/]. [*/e/] kan ook verschillende reflexen hebben voor sonoranten, bijna-sibilanten en in tweeklanken.
De oude klinker [*/aː/] komt voor als /uː/ na nasalen en af en toe andere medeklinkers: ⟨ nṯr ⟩ 'god' [*/ˈnaːcar/] > /ˈnuːte/ ⟨ noute ⟩ /uː/ heeft fonemische status verworven, zoals blijkt uit minimale paren zoals 'benaderen' ⟨ hôn ⟩ /hoːn/ < [*/ˈçaːnan/] ẖnn vs. 'binnen' ⟨ houn ⟩ /huːn/ < [*/ˈçaːnaw/] ẖnw. Een etymologische [*/uː/] > [*/eː/] duikt vaak op als /iː/ naast /r/ en na etymologische faryngealen: ⟨ hir ⟩ < [*/χuːr/] 'straat' (Semitisch leenwoord).
De meeste Koptische dialecten hebben twee fonemische klinkers in onbeklemtoonde positie. Onbeklemtoonde klinkers werden over het algemeen /ə/, geschreven als ⟨ e ⟩ of null (⟨i⟩ in het Bohairisch en Fayyumisch aan het einde van een woord), maar pretonisch onbeklemtoond / a / komt voor als een reflex van eerder onbeklemtoond [*/e/] in de buurt van een etymologische faryngeaal, velaar of sonorant ('veel worden' ⟨ ašai ⟩ < ꜥšꜣ [*/ʕiˈʃiʀ/]) of een onbeklemtoonde [*/a/]. Pretonisch [i] is onderliggend /əj/ : Sahidic 'ibis' ⟨ hibôi ⟩ <h (j) bj.w [*/hijˈbaːj?w/].
Het volgende is het Sahidische klinkersysteem c. 400 na Christus:
|          | Beklemtoond | Beklemtoond | Onbeklemtoond |
|          | Voor        | Achter      | Centraal      |
| -------- | ----------- | ----------- | ------------- |
| Gesloten | [iː]        | [uː]        |               |
| Midden   | [e eː]      | [o oː]      | [ə]           |
| Open     | [a]         | [a]         | [a]           |

### Fonotactiek
Vroeger Egyptisch heeft de lettergreepstructuur CV(ː)(C) waarin V lang is in open beklemtoonde lettergrepen en elders kort. Bovendien kan CVːC of CVCC voorkomen in woordfinale, beklemtoonde positie. CVːC komt echter alleen voor in de infinitief van biconsonante werkwoordswortels, CVCC alleen in sommige meervoudsvormen.
In later Egyptisch komen beklemtoonde CVːC, CVCC en CV veel vaker voor vanwege het verlies van definitieve dentalen en glijklanken.

### Klemtoon
Eerder Egyptisch benadrukt een van de laatste twee lettergrepen. Volgens sommige geleerden is dat een ontwikkeling van een stadium in het Proto-Egyptisch waarin de op twee na laatste lettergreep kon worden benadrukt, wat verloren ging toen open posttonische lettergrepen hun klinkers verloren: [*/ˈχupiraw/] > [*/ˈχupraw/] 'transformatie'.

### Egyptologische uitspraak
Als conventie maken egyptologen gebruik van een "Egyptologische uitspraak" in het Engels: de medeklinkers krijgen vaste waarden en klinkers worden ingevoegd volgens in wezen willekeurige regels. Twee van deze medeklinkers, bekend als alef en ayin, worden over het algemeen uitgesproken als de klinker /ɑː/. Yodh wordt uitgesproken als /iː/, w /uː/. Tussen andere medeklinkers wordt dan /ɛ/ ingevoegd. Zo wordt bijvoorbeeld de Egyptische naam Ramses het meest nauwkeurig getranscribeerd als rꜥ-ms-sw (" Ra is degene die hem baarde") en uitgesproken als /rɑmɛssu/.
In transcriptie vertegenwoordigen ⟨ a ⟩, ⟨ i ⟩ en ⟨ u ⟩ allemaal medeklinkers. Zo werd de naam Toetanchamon (1341–1323 v.Chr.) In het Egyptisch geschreven als twt-ꜥnḫ-jmn ("levend beeld van Amun "). Deskundigen hebben voor het gemak generieke klanken aan deze waarden toegewezen, wat een kunstmatige uitspraak is en niet mag worden verward met hoe Egyptisch ooit werd uitgesproken. Dus hoewel twt-ꜥnḫ-ı͗mn wordt uitgesproken als /tuːtənˈkɑmən/ in de moderne Egyptologische uitspraak, werd het tijdens zijn leven waarschijnlijk uitgesproken als zoiets als * [təwaːtəʔ ʕaːnəχ ʔaˈmaːnəʔ], wat getranslitereerd kan worden als təwā́təʾ-ʿā́nəkh-ʾamā́nəʾ.

## Morfologie
Egyptisch is vrij typisch voor een Afro-Aziatische taal in de zin dat de kern van de woordenschat meestal een wortel van drie medeklinkers is, maar soms zijn er slechts twee medeklinkers in de wortel: rꜥ(w) ([riːʕa], "zon" - de [ʕ] wordt verondersteld zoiets te zijn geweest als een stemhebbende faryngeale fricatief). Grotere wortels komen ook vaak voor en kunnen tot vijf medeklinkers bevatten: sḫdḫd ("ondersteboven zijn").
Klinkers en andere medeklinkers worden aan de wortel toegevoegd om verschillende betekenissen af te leiden, zoals het Arabisch, het Hebreeuws en andere Afro-Aziatische talen nog steeds doen. Omdat klinkers en soms glijklanken echter in geen enkel Egyptisch schrift behalve in het Koptisch worden geschreven, kan het moeilijk zijn om de werkelijke vorm van woorden te reconstrueren. Zo kan orthografisch stp ("kiezen") bijvoorbeeld de statief vertegenwoordigen (waarvan de uitgangen niet kunnen worden uitgedrukt), de imperfectief of zelfs een verbaal zelfstandig naamwoord ("een keuze").

### Zelfstandige naamwoorden
Egyptische zelfstandige naamwoorden kunnen mannelijk of vrouwelijk zijn (de laatste wordt, net als bij andere Afro-Aziatische talen, aangegeven door een -t toe te voegen) en enkelvoud of meervoud (-w/-wt), of dubbel (-wj/-tj).
Lidwoorden, zowel bepaald als onbepaald, komen pas in het Laat-Egyptisch voor, maar worden daarna veel gebruikt.

### Voornaamwoorden
Het Egyptisch heeft drie verschillende soorten persoonlijke voornaamwoorden : achtervoegsel, enclitisch (door egyptologen "afhankelijk" genoemd) en onafhankelijke voornaamwoorden. Er zijn ook een aantal werkwoordsuitgangen die toegevoegd worden aan de infinitief om de statief te vormen en worden door sommige taalkundigen beschouwd als een "vierde" reeks persoonlijke voornaamwoorden. Ze lijken sterk op hun Semitische tegenhangers. De drie belangrijkste sets van persoonlijke voornaamwoorden zijn als volgt:
|                | Achtervoegsel | Afhankelijk | Onafhankelijk |
| -------------- | ------------- | ----------- | ------------- |
| 1e p. enkv.    | .j of .ı͗      | wj of wı͗    | jnk of ı͗nk    |
| 2e p. enkv. m. | .k            | ṯw          | ntk           |
| 2e p. enkv. v. | .ṯ            | ṯn          | ntṯ           |
| 3e p. enkv. m. | .f            | sw          | ntf           |
| 3e enkv. v.    | .s            | zy          | nts           |
| 1e p. mv.      | .n            | n           | jnn of ı͗nn    |
| 2e p. mv.      | .ṯn           | ṯn          | ntṯn          |
| 3e p. mv.      | .sn           | sn          | ntsn          |

Aanwijzende voornaamwoorden hebben afzonderlijke mannelijke en vrouwelijke enkelvoudsvormen en gemeenschappelijke meervoudsvormen voor beide geslachten:
| Man. | Vr. | Mv. | Betekenis                                                   |
| ---- | --- | --- | ----------------------------------------------------------- |
| pn   | tn  | nn  | dit dat deze die                                            |
| pf   | tf  | nf  | dat, die                                                    |
| pw   | tw  | nw  | dit, dat, deze, die (archaïsch)                             |
| pꜣ   | tꜣ  | nꜣ  | dit, dat, deze, die (informeel [vroeger] en laat-Egyptisch) |

Ten slotte zijn er ook vragende voornaamwoorden. Ze lijken sterk op hun Semitische en Berberse tegenhangers:
| Voornaamwoord | Betekenis | Afhankelijkheid             |
| ------------- | --------- | --------------------------- |
| mj of mı͗      | wie/wat   | Afhankelijk                 |
| ptr           | wie/wat   | Onafhankelijk               |
| jḫ            | Wat       | Afhankelijk                 |
| jšst of ı͗šst  | Wat       | Onafhankelijk               |
| zy            | welke     | Onafhankelijk & afhankelijk |

### Werkwoorden
Egyptische werkwoorden hebben persoonsvormen en infiniete vormen.
Persoonsvormen brengen persoon, tijd/ aspect, stemming en stem over. Elk wordt aangegeven door een reeks affixale morfemen die aan het werkwoord zijn gehecht: de basisvervoeging is bijvoorbeeld sḏm ("horen"), en sḏm.f ("hij hoort").
Infiniete werkwoorden komen voor zonder onderwerp en zijn de infinitief, de deelwoorden en de negatieve infinitief, die Egyptian Grammar: Being an Introduction to the Study of Hieroglyphs "negatival complement" noemt. Er zijn twee hoofdtijden/aspecten in het Egyptisch: verledentijd en tijdelijk ongemarkeerde imperfectieve en aoristusvormen. Deze laatste worden bepaald vanuit hun syntactische context.

### Bijvoeglijke naamwoorden
Bijvoeglijke naamwoorden komen overeen met het geslacht en het aantal van de zelfstandige naamwoorden die ze wijzigen: z nfr ("[de] goede man") en zt nfrt ("[de] goede vrouw").
Attributieve bijvoeglijke naamwoorden volgen de zelfstandige naamwoorden die ze wijzigen: nṯr ꜥꜣ ("[de] grote god").
Wanneer ze echter onafhankelijk worden gebruikt als een gezegde in een bijvoeglijke zin, zoals ꜥꜣ nṯr ("[de] god [is] groot", letterlijk "groot [is de] god"), gaan bijvoeglijke naamwoorden vooraf aan de zelfstandige naamwoorden die ze wijzigen.

### Voorzetsels
Het Egyptisch maakt gebruik van de volgende voorzetsels:
| m        | "in, als, met, van" |
| n        | "naar, voor"        |
| r        | "naar, bij"         |
| jn or ı͗n | "door"              |
| ḥnꜥ      | "met"               |
| mj or mı͗ | "zoals"             |
| ḥr       | "op, bij"           |
| ḥꜣ       | "achter, om"        |
| ẖr       | "onder"             |
| tp       | "boven"             |
| ḏr       | "sinds"             |

### Bijwoorden
Bijwoorden, in het Egyptisch, staan aan het einde van een zin: bijvoorbeeld in zı͗.n nṯr ı͗m ("[de] god ging daarheen", letterlijk "ging [de] god daarheen"), ı͗m ("daar") is het bijwoord.
Hier zijn enkele veelvoorkomende Egyptische bijwoorden:
| jm or ı͗m       | "daar"                               |
| ꜥꜣ             | "hier"                               |
| ṯnj or ṯnı͗     | "waar"                               |
| zy-nw          | "wanneer" (letterlijk "welk moment") |
| mj-jḫ or mı͗-ı͗ḫ | "hoe" (letterlijk "zoals-wat")       |
| r-mj or r-mı͗   | "waarom" (letterlijk "voor-wat")     |
| ḫnt            | "voordat"                            |

## Syntaxis
Oudegyptisch, Klassiek Egyptisch en Middelegyptisch hebben een VSO-volgorde als basiswoordvolgorde. Het equivalent van "hij opent de deur" is bijvoorbeeld wn s ꜥꜣ ("opent hij [de] deur"). De zogenaamde status constructus combineert twee of meer zelfstandige naamwoorden om de genitief uit te drukken, zoals in Semitische en Berbertalen. Dat veranderde echter in de latere stadia van de taal, waaronder Laat-Egyptisch, Demotisch en Koptisch.
De vroege stadia van het Egyptisch hebben geen lidwoorden, maar de latere vormen gebruiken pꜣ, tꜣ en nꜣ.
Net als bij andere Afro-Aziatische talen, gebruikt het Egyptisch twee grammaticale geslachten: mannelijk en vrouwelijk. Het gebruikt ook drie grammaticale getallen: enkelvoud, dubbel en meervoud. Later Egyptisch heeft echter de neiging om de dualiteit als te verliezen als productieve vorm.

## Verwante onderwerpen
Vanwege een groot verwantschap met een aantal andere onderwerpen op Wikipedia, hier een lijstje met andere onderwerpen over de Egyptische talen.
- Afro-Aziatische talen
- Hiëroglief
- Akkadisch